# Кесаев, Алексей Кириллович
Алексей Кириллович Кесаев (1902—1981) — генерал-майор Советской Армии, участник Гражданской и Великой Отечественной войн.

## Биография
Алексей Кириллович Кесаев родился 28 февраля 1902 года в селе Христиановское (ныне — город Дигора в Северной Осетии). Двоюродный брат Героя Советского Союза Астана Николаевича Кесаева. В апреле 1920 года был призван на службу в Рабоче-Крестьянскую Красную Армию. Служил в частях особого назначения во Владикавказе, участвовал в подавлении антисоветских выступлений на Северном Кавказе. В мае 1923 года был уволен в запас. В 1925 году окончил экономический факультет Ростовского государственного университета. Работал на ответственных хозяйственных должностях в Северо-Осетинской АССР. В марте 1932 года добровольно вернулся на службу в Красную Армию. Окончил Полтавскую военно-политическую школу, после чего служил в железнодорожных войсках. Командовал полком особого корпуса Северо-Кавказского военного округа, возглавлял отдел материально-технического обеспечения строительной железнодорожной бригады Дальневосточной железной дороги, был начальником штабной группы особого корпуса железнодорожных войск в Москве. В 1941 году окончил Военную академию имени М. В. Фрунзе.
В годы Великой Отечественной войны Кесаев был заместителем по тылу командующего 50-й армией. В труднейших фронтовых условиях, при нехватке транспорта, отсутствии нормального железнодорожного и шоссейного сообщения, при значительной удалённости от станций снабжения проявил себя как хороший организатор снабжения. В кратчайшие сроки он обеспечивал строительство грунтовых дорог и их восстановление после весенних паводков. Позднее командовал особым корпусом по материально-техническому снабжению Западного фронта, был заместителем командующего железнодорожными войсками всей Красной Армии. Участвовал в битве за Москву, освобождении Смоленщины, Белорусской ССР и Польши, боях в Восточной Пруссии и за Берлин.
После окончания войны продолжал службу в Советской Армии на высоких военно-хозяйственных должностях. Возглавлял отдел снабжения Главного строительного управления Верховного Совета СССР, затем был начальником материально-технического отдела Главного строительного управления Вооружённых Сил СССР. Активно участвовал в восстановлении разрушенного войной народного хозяйства, инфраструктуры Вооружённых Сил Советского Союза. В мае 1959 года Кесаев был уволен в запас. Умер 2 июня 1981 года, похоронен во Владикавказе.

## Награды
- Орден Ленина (30 декабря 1956 года);
- 3 ордена Красного Знамени (1 апреля 1943 года, 21 июля 1944 года, 15 ноября 1950 года);
- Орден Богдана Хмельницкого 1-й степени (10 апреля 1945 года);
- Орден Отечественной войны 1-й степени (15 января 1944 года);
- Орден Красной Звезды (3 ноября 1944 года);
- Медали «За оборону Москвы», «За взятие Кёнигсберга» и другие.